# Clip Trip
Clip Trip foi um programa de televisão brasileiro produzido e exibido de 1989 a 1994 pela TV Gazeta. Era transmitido de segunda à sexta-feira, às 17h (com reprise às 11h do dia seguinte) e foi apresentado por Beto Rivera. Sucedeu a outro programa de videoclipes chamado Realce, também apresentado por Rivera.
O programa focava-se em apresentar videoclipes de vários subgêneros de pop music em um auditório.